# デイル郡 (アラバマ州)
デイル郡（英: Dale County）は、アメリカ合衆国アラバマ州の南東部に位置する郡である。2010年国勢調査での人口は50,251人であり、2000年の49,129人から2.3%増加した。郡庁所在地はオザーク市（人口14,907人）であり、同郡で人口最大の都市でもある。アメリカ陸軍航空研究拠点ラッカー砦の大部分が郡内にある。郡名はサミュエル・デイル将軍に因んで名付けられた。
デイル郡は1郡のみでオザーク小都市圏を形成している。

## 歴史
デイル郡となった地域には、昔からクリーク族インディアンの構成員が住んでおり、アラバマ州の南東部を全て占領していた。1814年のジャクソン砦条約でクリーク戦争を終わらせ、デイル郡周辺地域はアメリカ合衆国に割譲された。この戦争中にチョクトーハチー川北西に小型要塞が建設されており、1820年頃には戦争の退役兵が入植を始め、地域初の非インディアン住人となった。
デイル郡は1824年12月22日に設立された。当初の領域には、現在西のコフィー郡と南のジェニーバ郡となっている土地の全域、さらにヒューストン郡のパンハンドル部までが含まれていた。当初の郡庁所在地はデイルズコートハウス（現在のデイルビル）にあったが、1841年にコフィー郡が分離したときにニュートンに移された。1869年に郡庁舎が火事で焼け、1870年には郡南側3分の1からジェニーバ郡が設立されると、郡庁所在地はオザークに移されて現在まで続いている。1903年、郡南東部の小部分が新設ヒューストン郡に付加された。
南北戦争を通じて傑出した働きをしたアラバマ第15歩兵連隊の一部はデイル郡で徴募されたものであり、E中隊の全員とH中隊の一部が該当した。1863年7月2日のゲティスバーグの戦いの時、リトルラウンドトップにいた北軍メイン第20連隊と対峙したのがこの連隊だった。北軍の陣地に何度か突撃を掛けたが攻略できず、最後は北軍メイン第20連隊長ジョシュア・チェンバレン大佐が率いた銃剣突撃によって撤退を強いられた。この激戦の様子は1993年にロナルド・F・マクスウェルが制作した映画『ゲティスバーグ』で生き生きと再現された。

## 地理
アメリカ合衆国国勢調査局に拠れば、郡域全面積は562.67平方マイル (1,457.3 km2)であり、このうち陸地561.07平方マイル (1,453.2 km2)、水域は1.60平方マイル (4.1 km2)で水域率は0.28%である。

### 主要高規格道路
- アメリカ国道84号線
- アメリカ国道231号線
- アラバマ州道27号線
- アラバマ州道51号線
- アラバマ州道85号線
- アラバマ州道92号線
- アラバマ州道123号線
- アラバマ州道134号線

### 隣接する郡
- バーバー郡 - 北
- ヘンリー郡 - 東
- ヒューストン郡 - 南東
- ジェニーバ郡 - 南西
- コフィー郡 - 西
- パイク郡 - 北西

## 人口動態
以下は2000年国勢調査による人口統計データである。
| 基礎データ - 人口: 49,129人 - 世帯数: 18,878 世帯 - 家族数: 13,629 家族 - 人口密度: 34人/km2（88人/mi2） - 住居数: 21,779軒 - 住居密度: 15軒/km2（39軒/mi2） 人種別人口構成 - 白人: 74.4% - アフリカン・アメリカン: 20.4% - ネイティブ・アメリカン: 0.60% - アジア人: 1.1% - 太平洋諸島系: 0.15% - その他の人種: 1.3% - 混血: 2.2% - ヒスパニック・ラテン系: 3.4% 言語による構成 - スペイン語：2.85% - ドイツ語：1.51% 年齢別人口構成 - 18歳未満: 26.6% - 18-24歳: 9.6% - 25-44歳: 30.3% - 45-64歳: 21.8% - 65歳以上: 11.8% - 年齢の中央値: 34歳 - 性比（女性100人あたり男性の人口） - 総人口: 98.3 - 18歳以上: 95 | 世帯と家族（対世帯数） - 18歳未満の子供がいる: 36% - 結婚・同居している夫婦: 55% - 未婚・離婚・死別女性が世帯主: 13.6% - 非家族世帯: 27.8% - 単身世帯: 24.3% - 65歳以上の老人1人暮らし: 8.8% - 平均構成人数 - 世帯: 2.5人 - 家族: 3.0人 収入と家計 - 収入の中央値 - 世帯: 31,998米ドル - 家族: 37,806米ドル - 性別 - 男性: 29,844米ドル - 女性: 19,988米ドル - 人口1人あたり収入: 16,010米ドル - 貧困線以下 - 対人口: 15% - 対家族数: 12.6% - 18歳未満: 19.4% - 65歳以上: 16.5% |

## 都市と町

### 都市
- デイルビル
- ドーサン（大半はヒューストン郡、一部ヘンリー郡）
- エンタープライズ（大半はコフィー郡）
- レベルプレーンズ
- オザーク - 郡庁所在地

### 町
- アリトン
- クレイハチー
- グリムズ
- ミッドランドシティ
- ネピアフィールド
- ニュートン
- ピンカード

### 国勢調査指定地域
- フォートラッカー（アメリカ陸軍基地）

### 未編入の町
| - アーギュタ - アズベリー - ベアフィールドクロスローズ - バーンズ - ビーモン - ベルズクロスローズ - バーサ - ベセル - ブラウンズクロスローズ | - クロップトン - ディル - ディラード - ダイクスクロスローズ - エコー - イーウェル - ジェラルド - ケリー - マブソン | - マーリーミル - プレーンビュー - ロバーツクロスローズ - ロッキーヘッド - スキッパービル - シルバングローブ - ウォーターフォード - ウィックスバーグ |